# Ignacius
Ignacius — род вымерших млекопитающих раннего кайнозоя. Окаменелости представителей этого рода датируются периодом около 62-33 млн лет назад (поздний торрехонско-чадронский век североамериканских наземных млекопитающих). Самые ранние известные образцы Ignacius происходят из торреджона формации Форт-Юнион, штат Вайоминг, а самые поздние известные образцы — из формации Маргарет на острове Элсмир в Северной Канаде (52 млн лет) . Ignacius — один из десяти родов семейства Paromomyidae, самого долгоживущего семейства среди плезиадапиформ, жившего около 30 млн лет назад в эпохи палеоцена и эоцена. Анализы посткраниальных окаменелостей, проведенные палеонтологами, позволяют предположить, что члены семейства Paromomyidae, включая род Ignacius, скорее всего, обладали адаптацией к древесной жизни.

## Таксономия
По состоянию на 2022 год в роду Ignacius насчитывалось четыре действительных вида: I. frugivorus, I. fremontensis, I. clarkforkensis и I. Graybullianus. Есть также два описанных вида Ignacius из Канадской Арктики (остров Элсмир): I. mckennai и I. dawsonae. Типовым видом рода Ignacius является I. frugivorus, который был обнаружен в районе Мейсон-Покет в Колорадо. Образец голотипа (AMNH 17368), опубликованный в 1921 году Мэтью и Грейнджером, состоит из верхней челюсти с клыком, четвертым премоляром, первым моляром и вторым моляром.
Род Ignacius относится к семейству Paromomyidae и отряду Plesiadapiformes. Отношения между плезиадапиформами и современной группой Euarchonta (Dermoptera, Scandentia и Primates) всё ещё обсуждаются палеонтологами, при этом некоторые предполагают более тесную связь с приматами, а другие предполагают более тесную связь с шерстокрылами.

## Виды
- Ignacius clarkforkensis Bloch et al. 2007
- Ignacius dawsonae Miller et al. 2023
- Ignacius fremontensis Gazin 1971
- Ignacius glenbowensis Scott et al. 2023
- Ignacius graybullianus Bown and Rose 1976
- Ignacius mckennai Miller et al. 2023